# Álvaro Leiva
Álvaro Leiva Alemany (Algeciras, Cádiz, 28 de diciembre de 2004) es un futbolista español que juega como centrocampista en el Algeciras Club de Fútbol,  de la Primera Federación, cecido por el Real Madrid Castilla C.F.

## Trayectoria
Natural de Algeciras, es un mediapunta formado en la cantera del Algeciras Club de Fútbol. El 21 de marzo de 2021, con apenas 16 años hace su debut con el primer equipo del Algeciras Club de Fútbol en el Grupo IV de la Segunda División B de España, en un encuentro frente al Atlético Sanluqueño CF.
En la temporada 2021-22, formaría parte de la plantilla del Algeciras Club de Fútbol de la Primera Federación, con el que disputa 37 partidos en los que anota 4 goles.
El 14 de julio de 2022, firma por el Real Madrid Castilla Club de Fútbol de la Primera Federación.
El 31 de agosto de 2023, firma en calidad de cedido por el Club Atlético Osasuna B de la Primera Federación, tercera categoría del fútbol de España.
El 31 de enero de 2024, rompe su cesión con el Club Atlético Osasuna B, y pasa a formar parte del Córdoba C.F.
El 30 de julio de 2024, vuelve al Algeciras Club de futbol cedido por el Real Madrid Castilla C.F.

## Clubes
| Club                 | País   | Año       |
| -------------------- | ------ | --------- |
| Algeciras C.F.       | España | 2021-2022 |
| Real Madrid Castilla | España | 2022-Act. |
| C.A. Osasuna B       | España | 2023      |
| Córdoba C.F.         | España | 2024      |
| Algeciras C.F.       | España | 2024-2025 |

## Selección nacional
El 23 de febrero de 2022, debuta con la selección de fútbol sub-18 de España en un encuentro frente a Dinamarca, donde vencieron por cuatro goles a dos. También sería internacional con la selección de fútbol sub-19 de España.